# عبد الفتاح السيد
عبد الفتاح السيد (22 مايو 1910 - 18 فبراير 1970) كاتب سيناريو ومؤلف مصري.

## حياته ونشأته
من مواليد 22 مايو 1910 بحي الموسكي بالقاهرة وتوفى في 18 فبراير 1970 عن عمر يناهز 60 عاماً. قام عبد الفتاح السيد بمشوار التأليف وكتابة السيناريو لكثير من الافلام المصرية والمسرحيات في الخمسينات والستينات منذ عام 1949 حتى 1970.

## أعمال الكتابة للسينما والمسرح
1949: «الستات كده» كتابة القصة والسيناريو والحوار.
1950: «قمر 14» كتابة القصة والسيناريو والحوار.
1958: «إسماعيل يس للبيع» كتابة السيناريو والحوار.
1958: «إسماعيل يس في مستشفى المجانين» كتابة القصة والسيناريو والحوار.
1959: «لوكاندة المفاجآت» كتابة الحوار.
1959: «حماتي ملاك» كتابة السيناريو والحوار.
1960: «لقمة العيش» كتابة القصة والسيناريو.
1960: «شهر عسل بصل» كتابة القصة والسيناريو والحوار.
1961: «الأزواج والصيف» كتابة القصة والسيناريو.
1964: «حكاية نص الليل» كتابة الحوار.
1965: «المغامرون الثلاثة» السيناريو والحوار.
1966: «الأصدقاء الثلاثة» كتابة السيناريو والحوار.
1967: «شاطئ المرح» كتابة السيناريو والحوار.
1967: «بنت شقية» كتابة القصة والسيناريو والحوار.
1967: «الراجل ده حيجنني» كتابة القصة والسيناريو والحوار.
1968: «التلميذة والأستاذ» كتابة السيناريو والحوار.
1969: «أسرار البنات» كتابة السيناريو والحوار.
1970: «فرقة المرح» كتابة السيناريو والحوار.
1970: مسرحية «مطار الحب».

## وصلات خارجية
- عبد الفتاح السيد على موقع الدهليز
- عبد الفتاح السيد على موقع قاعدة بيانات الأفلام العربية

https://dhliz.com/artist/nWgkWOfuewY/ عبد الفتاح السيد (كاتب)
https://www.imdb.com/name/nm0252864/?ref_=nv_sr_srsg_4 عبد الفتاح السيد (كاتب)
https://karohat.com/Person/3ea0c658-be14-4c7c-9090-3643181a02dc نسخة محفوظة 16 أغسطس 2021 على موقع واي باك مشين. عبد الفتاح السيد (كاتب)
https://karohat.com/Filmography/3ea0c658-be14-4c7c-9090-3643181a02dc عبد الفتاح السيد (كاتب)
https://www.facebook.com/AuthorAbdelfattahElsayed/ عبد الفتاح السيد (كاتب)